# Ecología del Ártico
La ecología ártica es el estudio científico de las relaciones entre los factores bióticos y abióticos en el Ártico, la región al norte del Círculo polar ártico (66 33’). Esta región se caracteriza por condiciones estresantes como resultado del frío extremo, la escasez de precipitaciones, una temporada de crecimiento limitada (50 a 90 días) y prácticamente ausencia de luz solar durante todo el invierno. El Ártico comprende taiga (o bosque boreal) y biomas de tundra, que también dominan elevaciones muy altas, incluso en los trópicos. Existen ecosistemas sensibles en toda la región del Ártico, que están siendo impactados dramáticamente por el calentamiento global.
Los primeros habitantes del Ártico fueron la subespecie neandertal. Desde entonces, muchas poblaciones indígenas han habitado la región hasta el día de hoy. Desde principios del siglo XX, cuando Vilhjalmur Stefansson dirigió la primera gran expedición ártica canadiense, el Ártico ha sido un área valiosa para la investigación ecológica.
En 1946, el Laboratorio de Investigación del Ártico se estableció en Punta Barrow, Alaska, como parte de las iniciativas de la Oficina de Investigación Naval. Esto despertó un interés en explorar el Ártico examinando los ciclos de los animales, el permafrost y las interacciones entre los pueblos indígenas y la ecología del Ártico. Durante la Guerra Fría, el Ártico se convirtió en un lugar donde Estados Unidos, Canadá y la Unión Soviética realizaron importantes investigaciones que han sido fundamentales para el estudio del cambio climático en los últimos años. Una de las principales razones por las que la investigación en el Ártico es esencial para el estudio del cambio climático es que se considera que sus efectos se habrán de percibir más rápida y drásticamente en las latitudes más altas del mundo, ya que se pronostican temperaturas superiores al promedio para el noroeste de Canadá y Alaska. Desde un punto de vista antropológico, los investigadores estudian a los pueblos nativos inuit de Alaska, debido a que se han podido adaptar a la extrema variabilidad ecológica y climática de la región.

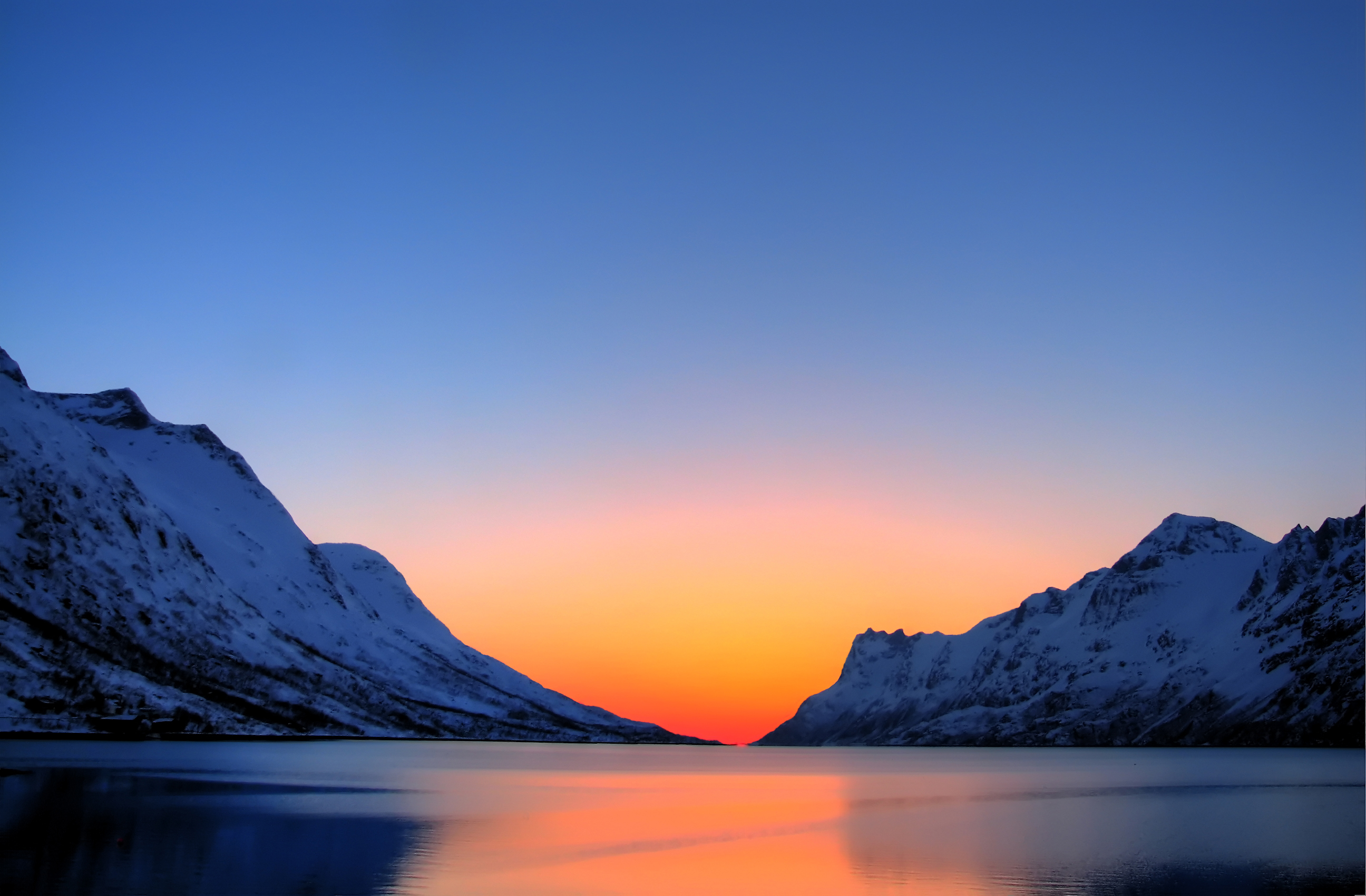
Una puesta de sol en la región ártica.

## Historia de la ecología ártica

### Antecedentes
Muchos pueblos diferentes habían habitado lo que hoy es Canadá y Alaska hacia el año 1000 a de C. La mayoría de estas personas vivían de la caza, la recolección y la pesca; la agricultura no se practicaba con frecuencia en la región. La mayoría de estos pueblos eran nómadas y su actividad era en gran parte estacional. La cultura arcaica temprana influyó en la cultura de Plano alrededor del 8000 a. de C. Los pueblos de Plano y otros grupos culturales derivados de la cultura Arcaica se destacaron por el uso de la tecnología de lanzamiento de jabalinas, lo que probablemente les permitió mantener poblaciones más grandes y ampliar su acceso a diferentes alimentos. Hacia el año 1000 d. de C., los habitantes indígenas del Ártico también desarrollaron otras herramientas que mejoraron su nivel de vida, como el fuego que se encendía en los bosques para ahuyentar a los ciervos y cazarlos.
A finales del siglo XVIII y principios del XIX, el científico inglés William Scoresby exploró el Ártico y escribió informes sobre su meteorología, zoología y geofísica. Alrededor de este tiempo, la región del Ártico se estaba convirtiendo en un tema importante de la ciencia imperial. Aunque aún no se habían establecido observatorios permanentes, los científicos viajeros comenzaron a recopilar datos magnéticos en el Ártico a principios del siglo XIX. En junio de 1831, Sir James Ross y un grupo de esquimales exploraron la Península Boothia para determinar la ubicación exacta del Polo Norte Magnético. En el Ártico europeo, sin embargo, las potencias escandinavas recopilaron la mayor parte de los datos científicos como resultado de las primeras colonias establecidas por los escandinavos en Islandia y Groenlandia. Las expediciones científicas al Ártico comenzaron a ocurrir con mayor frecuencia a mediados del siglo XIX. De 1338 a 1840, La Recherche realizó una expedición al Atlántico Norte con un equipo de científicos franceses, daneses, noruegos y suecos. Entre 1856 y 1914, los suecos realizaron unas veinticinco expediciones a la isla ártica de Spitsbergen en Noruega. A medida que los suecos expandieron su influencia en Spitsbergen, utilizaron el área con motivos económicos y científicos a través de la minería y la extracción de recursos. Durante este tiempo, Estados Unidos, Rusia, Gran Bretaña, Austria, Suiza, Noruega y Alemania también comenzaron a tener más contribuciones en Spitsbergen.

### Época contemporánea
En 1946, el Laboratorio de Investigación del Ártico se estableció bajo el contrato de la Oficina de Investigación Naval en Punta Barrow, Alaska, con el fin de investigar los fenómenos físicos y biológicos exclusivos del Ártico. En 1948, el Dr. Laurence Irving fue nombrado director científico del laboratorio y se encargó de coordinar varios proyectos. Los científicos realizaron trabajo de campo para recopilar datos que vincularan nuevas observaciones con conocimientos previos ampliamente aceptados. A través de los procesos de muestreo del suelo, estudio y fotografía de paisajes y distribución de etiquetas de salmón, los científicos demostraron la importancia de los estudios de casos históricos en el estudio de la ciencia ambiental. La capacidad de comparar datos pasados y presentes permitió a los científicos comprender las causas y los efectos de los cambios ecológicos. Alrededor de este tiempo, los geógrafos de la Universidad McGill estaban desarrollando nuevos métodos para estudiar geografía en el norte. A medida que la investigación de laboratorio comenzaba a triunfar sobre la investigación de campo, los geógrafos de McGill implementaron el uso de la aviación en la investigación, lo que ayudó a que la producción de conocimiento ocurriera en el laboratorio en lugar del campo. La aviación permitió a los investigadores evolucionar la forma en que estudiaban el paisaje del norte y los pueblos indígenas. Los viajes rápidos y fáciles en avión también promovieron una integración de la ciencia del Norte con la ciencia basada en la comunidad del Sur, mientras cambiaba la escala de la ecología que se estudiaba. La capacidad de fotografiar y observar el Ártico desde un avión brindó a los investigadores un alcance más amplio que les permitió ver una gran cantidad de espacio a la vez, al tiempo que afirmaba la objetividad. Una fotografía produce evidencia, similar a los datos de laboratorio, pero puede ser entendida, difundida y aceptada por la gente común debido a su valor estético.
Durante la Guerra Fría, el gobierno canadiense comenzó a tomar iniciativas para asegurar el continente y afirmar la autoridad territorial sobre el norte de Canadá, incluido el Ártico, que en ese momento tenía una presencia estadounidense dominante. El gobierno canadiense demostró su deseo de dominio y seguridad nacional al exigir permiso de otras naciones para utilizar su tierra para iniciativas militares. También apoyaron e implementaron iniciativas civiles, incluido el desarrollo de recursos, la conservación de la vida silvestre y el desarrollo social y económico de los pueblos indígenas. En la década de 1950, el ecologista Charles Elton se sintió atraído por el Ártico para estudiar la existencia, las causas y los efectos de los ciclos en las poblaciones animales, mientras que los ecologistas Frank Banfield y John Kelsal estudiaron los factores, especialmente los impactos humanos, que influyen en la caza y las poblaciones de animales como el caribú. Las décadas de 1960 y 1970 trajeron una disminución en el deseo de proteger el Ártico, ya que se vio que carecía de una cantidad significativa de biodiversidad. Esto permitió a los científicos llevar a cabo más investigaciones en el área. En junio de 1960, se construyó el Laboratorio de Ingeniería e Investigación de Regiones Frías (CRREL), encabezado por el general Duncan Hallock y el Cuerpo de Ingenieros del Ejército de los EE. UU. Las dos organizaciones predecesoras que formaron el CRREL fueron el Laboratorio de Construcción y Efectos de las Heladas del Ártico (ACFEL) y el Establecimiento de Investigación sobre la Nieve, el Hielo y el Permafrost (SIPRE). El objetivo del laboratorio CREEL era unir a ACFEL y SIPRE para ampliar el tamaño y la reputación científica de estas organizaciones, resolver problemas en las regiones frías y explorar las características ambientales básicas de las regiones frías. Como resultado, el estudio y la gestión del Ártico pasaron a manos de empresas consultoras contratadas y controladas por el gobierno.

### Investigación y sociedad indígena
A medida que la investigación en la región ártica del norte de América del Norte se hizo más frecuente, comenzaron a surgir conflictos entre los investigadores y los pueblos indígenas. Recientemente, las comunidades indígenas del Ártico norteamericano han jugado un papel directo en el establecimiento de estándares éticos para la investigación en la región. Los científicos han combinado el uso de la investigación de laboratorio y la investigación de campo en las regiones polares para obtener una comprensión más completa de sus características. Debido a la investigación científica en el norte, vivir y viajar al Ártico se ha vuelto mucho más seguro. Sin embargo, los pueblos indígenas vieron los efectos de la investigación y el desarrollo en el área de manera diferente a los científicos. Desde la década de 1960, los pueblos indígenas han sido más activos políticamente y comenzaron a buscar el reconocimiento de sus derechos con respecto a las reivindicaciones territoriales y las instituciones de autogobierno. Las comunidades indígenas expresaron su preocupación de que esta investigación podría generar cambios no deseados en el paisaje y la economía de la región. Los funcionarios canadienses respondieron a sus preocupaciones abordando la responsabilidad de los científicos de consultar con las comunidades indígenas antes de realizar una investigación. En 1977, se fundó la Asociación de Universidades Canadienses para Estudios del Norte (ACUNS) en Churchill, Manitoba, para mejorar la actividad científica en la región. ACUNS publicó un documento destinado a promover la cooperación entre los indígenas del norte y los investigadores titulado Ethical Principles for the Conduct of Research in the North (1982). El documento se publicó en inglés, francés e inuktitut para que pudiera entenderse claramente entre los diferentes grupos. Las relaciones entre la ciencia y la sociedad en el Ártico continúan cambiando y adaptándose en función de la política de la región.

## Ecología humana en el Ártico
Se ha encontrado evidencia de humanos primitivos a principios del período Würm-Weichsel cazando grandes mamíferos árticos en las estepas de la Edad de Hielo del norte de Europa. Sin embargo, aún no está claro si estos humanos eran solo migrantes temporales o habitantes de colonias árticas en ese momento.

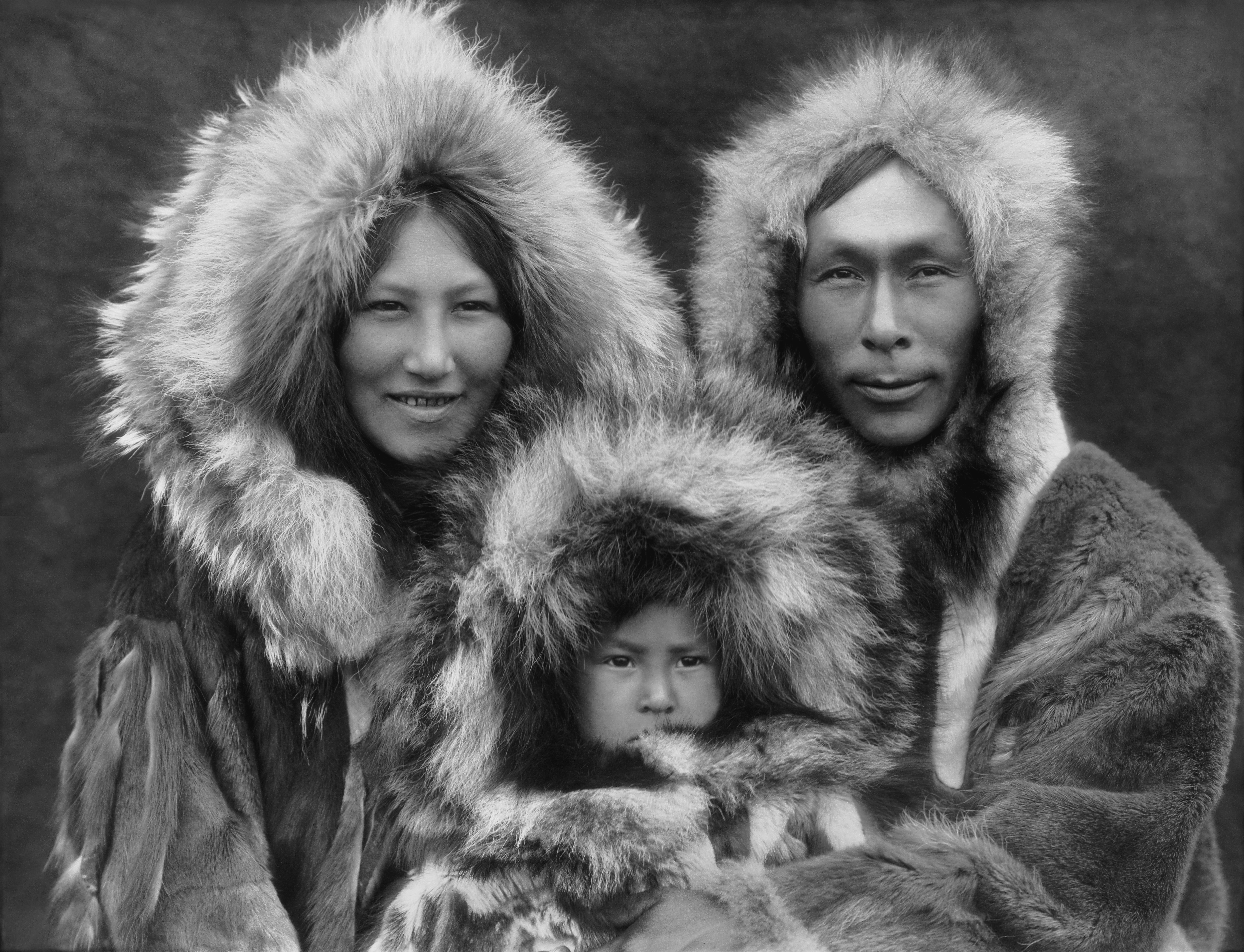
El pueblo inuit forma parte de la comunidad indígena del Ártico.

Los primeros habitantes de las regiones polares fueron los neandertales u Homo neanderthalensis, considerados una etapa intermedia entre el Homo erectus y el Homo sapiens sapiens. Los neandertales lograron avances en la producción básica de herramientas de piedra, asta de hueso y pedernal, lo que los arqueólogos denominan industria musteriense. Hace unos 40 000 años, los neandertales desaparecieron rápidamente y fueron reemplazados por los humanos modernos, el Homo sapiens sapiens. Solo unos pocos miles de años después de la repentina desaparición de los neandertales, los humanos modernos ocuparon todo el territorio que habían ocupado sus predecesores. Algunos científicos creen que los neandertales fueron superados por la raza moderna entrante, comúnmente llamada gente de Cromañón, mientras que otros creen que la raza desapareció al integrarse dentro de la nueva población.
El rápido enfriamiento que sintieron los primeros habitantes marcó el inicio temprano de la pequeña Edad de Hielo del siglo XIII. Esto hizo que el hielo marino se expandiera haciendo imposible viajar a través de Groenlandia e Islandia. Esto atrapó a las personas en sus hogares y asentamientos, lo que hizo que el comercio se detuviera (Centro Nacional de Datos de Nieve y Hielo, 2020). Debido a esto, la gente se ha adaptado muy bien a estas condiciones. Se ve a través del uso de pieles de animales en su ropa, las ramas de los árboles que se usan para hacer refugios tipo tipi y el uso de bloques de hielo para hacer iglús para atrapar el calor (Referencia, 2020). En ciertas áreas del Ártico, muchos animales de patas grandes dejan huellas y senderos que conducen a plantas y árboles llenos de raíces, bayas, nueces y otros alimentos necesarios para sobrevivir. Los cazadores pueden encontrar fácilmente su fuente de alimentos debido a esto (Scholastic, 1961). Es extremadamente importante para un cazador ser inteligente y realmente captar su entorno. Deben observar la forma en que se mueven los animales y dónde pueden ubicarse sus presas. También deben estar atentos a la forma en que se mueve el mar y al clima si planean pescar o cazar cerca del agua (Vitebsky, 2000). Debido a que la temperatura puede ser muy extrema, es muy importante acostumbrarse al clima. Las temperaturas pueden descender hasta por debajo de los 50 grados y solo pueden subir a aproximadamente 50 grados durante los veranos (Business Insider, 2015).
La tradición aurignacoide (fabricación de herramientas del Paleolítico superior) de la gente moderna está más asociada con una característica llamada tecnología de hoja y núcleo. Según el científico cuaternario C.V. Haynes, el arte rupestre del Ártico también se remonta a la fase auriñacoide y alcanza su clímax durante el final del Pleistoceno, que abarca temas como la caza y la espiritualidad. Las personas provenientes de la cultura Clovis poblaron las regiones del norte de Canadá y formaron lo que condujo a las tradiciones Arcaica del Norte y Arcaica Marítima al final del período Glacial Tardío. Recientemente, se descubrieron pequeñas herramientas y artefactos de pedernal de hace unos 5000 años que pertenecían a una cultura que ahora se conoce generalmente como la tradición de las herramientas pequeñas del Ártico. Se cree que las personas ASTt son los ancestros físicos y culturales de los inuit árticos modernos.
Los pueblos del Ártico valoran las conexiones espirituales con su entorno, lo que conduce a una comprensión espiritual junto con su comprensión científica. Sus estilos de vida, por lo tanto, reflejan no solo una actividad que es económicamente eficiente sino también la que está en línea con sus creencias y valores espirituales. El pueblo atabascano de Alaska, por ejemplo, valora espiritualmente al alce. La ley estatal reconoce esta creencia espiritual y permite que las personas tomen alces para potlatches fuera de la temporada habitual de caza. Los pueblos indígenas del Ártico extrajeron de fuentes de información científicas, emocionales y espirituales, que a menudo no concuerdan con las observaciones científicas no indígenas.